# Hastighetspotential
Hastighetspotential eller dynamiskt tryck är vattnets rörelseenergi i en viss punkt. Hastighetspotential är en del av uttrycket vattenpotential och måste noga beaktas vid både kanalströmning och rörströmning. Vid vattenflöden i markens porsystem blir vattnets hastighet däremot så låg, att hastighetspotentialen lätt kan försummas i beräkningarna. Hastighetspotential brukar ofta betecknas med ψv.

## Olika uttryckssätt
Hastighetspotential kan uttryckas på flera olika sätt:
Energi: {\displaystyle E=\alpha \cdot {\dfrac {m\cdot u^{2}}{2}}=\alpha \cdot {\dfrac {V\cdot \rho \cdot u^{2}}{2}}} (J)
Energi per enhet massa: {\displaystyle {\dfrac {E}{m}}=\alpha \cdot {\dfrac {u^{2}}{2}}} (J/kg = m²/s2)
Energi per enhet volym: {\displaystyle {\dfrac {E}{V}}=\alpha \cdot {\dfrac {\rho \cdot u^{2}}{2}}} (J/m3 = Pa) 
Energi per enhet tyngd (höjd vätskepelare): {\displaystyle {\dfrac {E}{t}}=\alpha \cdot {\dfrac {u^{2}}{2\cdot g}}} (meter vattenpelare)
där
E = Energi (J)
α = Korrektionsfaktor för kinetisk energi (-)
m = Massa (kg)
g = Tyngdacceleration (ca 9,82 m/s2)
V = Volym (m3)
ρ = Densitet (ca 1000 kg/m3)
u = Hastighet (m/s)
t = Tyngd (N)
I hydrotekniska sammanhang uttrycks ofta hastighetspotentialen som en hastighetshöjd (meter vattenpelare). 

## Korrektionsfaktorn α
Inom rörströmningen brukar korrektionsfaktorn (α) sättas till 1 och sålunda försummas. Inom kanalströmningen blir däremot hastigheten så pass ojämnt fördelad, att korrektionsfaktorn ej kan försummas. 
| Typ av kanal           | Min  | Medel | Max  |
| ---------------------- | ---- | ----- | ---- |
| Rektangulär kanal      | 1,10 | 1,15  | 1,20 |
| Naturlig strömfåra     | 1,15 | 1,30  | 1,50 |
| Istäckta floder        | 1,20 | 1,50  | 2,00 |
| Översvämmade dalgångar | 1,50 | 1,75  | 2,00 |